# Mikroregion Pouso Alegre

Mikroregion Pouso Alegre

Mikroregion Pouso Alegre – mikroregion w brazylijskim stanie Minas Gerais należący do mezoregionu Sul e Sudoeste de Minas.

## Gminy
- Bom Repouso
- Borda da Mata
- Bueno Brandão
- Camanducaia
- Cambuí
- Congonhal
- Córrego do Bom Jesus
- Espírito Santo do Dourado
- Estiva
- Extrema
- Gonçalves
- Ipuiuna
- Itapeva
- Munhoz
- Pouso Alegre
- Sapucaí-Mirim
- Senador Amaral
- Senador José Bento
- Tocos do Moji
- Toledo